# Kamelen
Kamelen är en kulle i Antarktis. Den ligger i Östantarktis. Norge gör anspråk på området. Toppen på Kamelen är 104 meter över havet.
Terrängen runt Kamelen är huvudsakligen kuperad, men norrut är den platt. Havet är nära Kamelen åt nordväst. Trakten är obefolkad. Det finns inga samhällen i närheten.